# شین (نروژ)
شین تلفظ [ˈʃe:ən]  ( گوش دهید) یک شهر در نروژ است که در شهرستان تلمارک واقع شده‌است.

## خصوصیات
شین ۷۷۹ کیلومترمربع مساحت و ۶۳٬۹۵۲ نفر جمعیت دارد.

## خواهرخوانده
شهرهای سورنتو، بلوزرسک، دهستان یووی، Loimaa، جکسون، میسیسیپی، اونشت، رندزبرگ، Thisted Municipality، ماینت، داکوتای شمالی و Mosfellsbær خواهرخوانده‌های شین (نروژ) هستند.